# Sparekassen for Kjøbenhavn og Omegn
Sparekassen for Kjøbenhavn og Omegn var en dansk sparekasse, stiftet 1820 og dermed en af de ældste. I dag er den en del af Nordea efter at have været en del af bl.a. Sparekassen SDS og Unibank.
De indskudte midler i sparekassen blev i starten anbragt til forrentning hos staten eller Nationalbanken. Størstedelen af udlånene gik til landbrug og byggeri. Sigtet var ikke at opnå overskud, men at hjælpe borgere til at opspare kapital til start af egen virksomhed eller til pension.